# Scriitor
Deși oricine creează o lucrare scrisă poate fi numit un scriitor, termenul este de obicei rezervat celor care scriu creativ, profesional. Scriitorii înzestrați sunt adepții folosirii limbajului pentru a portretiza idei și imagini, indiferent dacă e vorba de ficțiune sau non-ficțiune.
Un scriitor poate compune opere în mai multe feluri, incluzând poezie, proză, muzică (vezi: compozitor), scrieri tehnice, jurnalism sau lucrări academice.
Lucrările realizate de un scriitor sunt considerate frecvent a fi conținutul cultural al unei societăți, și este văzută a fi o artă, precum artele vizuale (vezi: pictură, sculptură, fotografie), muzica, meșteșugurile etc.